# Mönchgrün

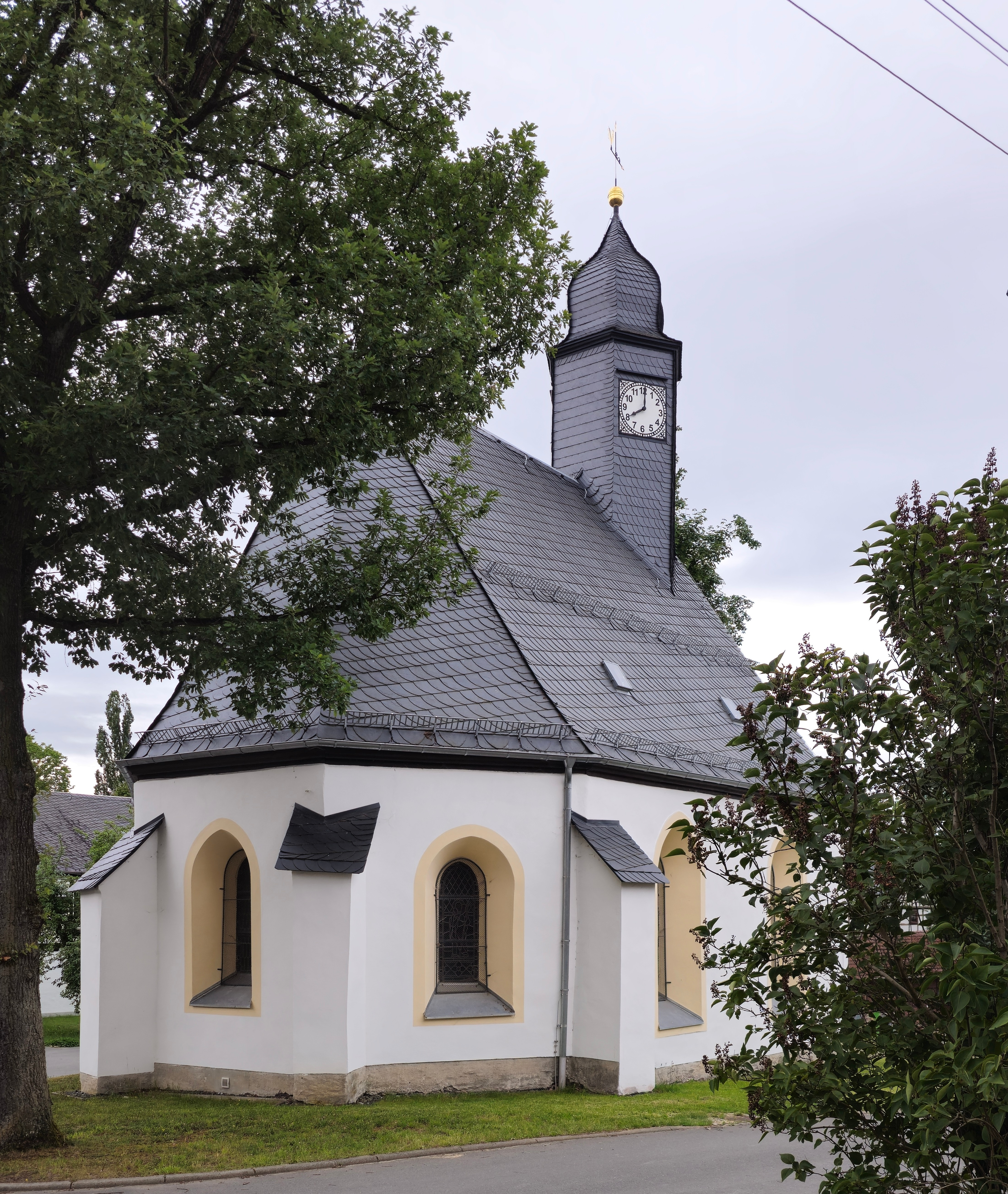
Dorfkirche St. Maternus

Der Weiler Mönchgrün ist ein Ortsteil von Görkwitz. Beide Ansiedlungen gehören zur Verwaltungsgemeinschaft Seenplatte im Saale-Orla-Kreis in Thüringen.

## Geografie und Geologie
Der westlich unweit neben der Autobahn liegende Weiler Mönchgrün liegt im Schleizer Umland. Nachbarorte sind die Stadt Schleiz und die Dörfer Oettersdorf und Grochwitz (zu Schleiz).
Geologisch gehört die Gemarkung auch zum südostthüringischen Schiefergebirge, das ertragreiche und -sichere Böden besitzt.

## Geschichte
Am 5. September 1285 wurde Mönchgrün erstmals urkundlich erwähnt.
Vor der Umgestaltung der Landwirtschaft in der DDR gab es im Dörfchen stabile Bauernwirtschaften. Zwischenzeitlich fand man neben den landwirtschaftlichen Arbeiten für Erholungssuchende Urlaubsangebote auf dem Lande.
Ein verheerendes Ereignis war der Hubschrauberabsturz am 23. Mai 2010 bei Mönchgrün.

## Sehenswürdigkeiten
- Evangelisch-Lutherische Dorfkirche St. Maternus, erbaut um 1300, durchgreifend umgestaltet 1903.

## Verkehr
Der Haltepunkt Glücksmühle-Mönchgrün lag an der Bahnstrecke Schleiz–Saalburg. Diese ist inzwischen stillgelegt. Auf der einstigen Trasse wurde der Oberland-Radweg angelegt.

## Söhne und Töchter des Ortes
- Paul Dietrich (1882–?), Sattlermeister, von Yad Vashem als „Gerechter unter den Völkern“ geehrt.